# Мануел Хосе Ернандес
Мануел Хосе Ернандес Порозо (ісп. Manuel José Hernández Porozo; нар. 18 грудня 1996, Гуаякіль, Еквадор) — еквадорський футболіст, лівий захисник «Макари».

## Життєпис
Футболом розпочав займатися у клубі «Торерос».
У середині 2013 року його контракт викупив «Норте Америка», де виступав у командах U-17 та U-25, відзначився 2-ма голами в 21-му зіграному матчі. У середині 2014 року відданий в оренду в «Депортіво Азогес», який виступав у Серії Б, в якій дебютував 14 червня того ж року. Потім пройшов через клуби «Універсидад Католика» та «Депортіво Америка», з останнім з вище вказаним клубом підвищився до вищого дивізіону чемпіонату Еквадору на сезон 2019 року, але, на жаль, через погані результати його команда вилетіла до Серії Б.
30 листопада 2019 року його запросив «Емелек» як підсилення на сезон 2020 року, з яким підписав 4-річний контракт, в якому електрична група придбала 100% федеральних прав і 75% економічних прав у «Депортіво Америка», але 25% залишилася за «себолітою». У сезоні 2020 року на тренуванні удар, який спричини тріщину правої частини щелепи.
З січня 2023 року виступав в оренді за «Гуаласео», за який провів 14 матчів.
10 серпня 2023 року відправився в оренду з правом викупу до «Олександрії».

## Статистика виступів

### Клубна
| Клуб                           | Сезон             | Ліга  | Ліга | Кубки національні | Кубки національні | Кубки міжнародні | Кубки міжнародні | Загалом | Загалом |
| Клуб                           | Сезон             | Матчі | Голи | Матчі             | Голи              | Матчі            | Голи             | Матчі   | Голи    |
| ------------------------------ | ----------------- | ----- | ---- | ----------------- | ----------------- | ---------------- | ---------------- | ------- | ------- |
| «Норте Америка» Еквадор        | 2013              | 9     | 0    | -                 | -                 | -                | -                | 9       | 0       |
| «Норте Америка» Еквадор        | 2014              | 4     | 1    | -                 | -                 | -                | -                | 4       | 1       |
| «Норте Америка» Еквадор        | Загалом           | 13    | 1    | -                 | -                 | -                | -                | 13      | 1       |
| «Азогес» Еквадор               | 2014              | 1     | 0    | -                 | -                 | -                | -                | 1       | 0       |
| «Азогес» Еквадор               | Загалом           | 1     | 0    | -                 | -                 | -                | -                | 1       | 0       |
| «Універсидад Католика» Еквадор | 2015              | 8     | 0    | -                 | -                 | -                | -                | 8       | 0       |
| «Універсидад Католика» Еквадор | Загалом           | 8     | 0    | -                 | -                 | -                | -                | 8       | 0       |
| «Депортіво Америка» Еквадор    | 2016              | 32    | 1    | -                 | -                 | -                | -                | 32      | 1       |
| «Депортіво Америка» Еквадор    | 2017              | 42    | 0    | -                 | -                 | -                | -                | 42      | 0       |
| «Депортіво Америка» Еквадор    | 2018              | 36    | 0    | -                 | -                 | -                | -                | 36      | 0       |
| «Депортіво Америка» Еквадор    | 2019              | 27    | 0    | 2                 | 0                 | -                | -                | 29      | 0       |
| «Депортіво Америка» Еквадор    | Загалом           | 137   | 1    | 2                 | 0                 | -                | -                | 139     | 1       |
| «Емелек» Еквадор               | 2020              | 13    | 0    | 0                 | 0                 | 2                | 0                | 15      | 0       |
| «Емелек» Еквадор               | Загалом           | 13    | 0    | 0                 | 0                 | 2                | 0                | 15      | 0       |
| «Дельфін» Еквадор              | 2021              | 27    | 1    | 2                 | 0                 | -                | -                | 29      | 1       |
| «Дельфін» Еквадор              | Загалом           | 27    | 1    | 2                 | 0                 | -                | -                | 29      | 1       |
| «Макара» Еквадор               | 2022              | 27    | 0    | 1                 | 0                 | -                | -                | 28      | 0       |
| «Макара» Еквадор               | Total club        | 27    | 0    | 1                 | 0                 | -                | -                | 28      | 0       |
| «Гуаласео» Еквадор             | 2023              | 14    | 0    | 0                 | 0                 | -                | -                | 14      | 0       |
| «Гуаласео» Еквадор             | Загалом           | 14    | 0    | 0                 | 0                 | 0                | 0                | 14      | 0       |
| Усього за кар'єру              | Усього за кар'єру | 240   | 3    | 5                 | 0                 | 2                | 0                | 247     | 3       |
| 1. 2.                          |                   |       |      |                   |                   |                  |                  |         |         |